# Burg Mündelstein
Die Burg Mündelstein, auch Wendelstein genannt, ist eine abgegangene Burg bei der Stadt Gammertingen im Landkreis Sigmaringen in Baden-Württemberg.

## Lage
Die Burganlage befand sich gegenüber der Burg Hustneck links der Lauchert an der Steghalde gegen den heutigen Ortsteil Bronnen. Von der ehemaligen Burg sind noch Abschnittsgräben um den Felsen sichtbar.